# 沃利齊亞 (亞沃里夫區)
49°48′36″N 23°5′16″E / 49.81000°N 23.08778°E
沃利齊亞（烏克蘭語：Волиця）是烏克蘭的村莊，位於該國西部利沃夫州，由亞沃里夫區負責管轄，始建於1433年，面積0.99平方公里，海拔高度213米，2024年人口1000。